# Социальный перформанс Дж. Александера
Социальный перформанс Дж. Александера (англ. performance — представление, исполнение) — процесс, в котором акторы, поодиночке или сообща, раскрывают другим смысл своей социокультурной ситуации. Смысл ситуации не обязательно должен соответствовать действительности, но именно ему должны поверить другие.Дж. Александер впервые использовал это понятие в 2006 году в монографии «Социальный перформанс: символическое действие, культурная прагматика и ритуал". 

## Возникновение теории
Теория социального перформанса появилась в рамках концепции «культурсоциологии» (cultural sociology), над развитием которой автор и его коллеги работали с 1984 года. Основная идея концепции состоит в признании автономности культуры в культурной социологии. Исследования социального перформанса Александер называет «культурной прагматикой», сферой исследования практического применения культурных символов во взаимодействии людей. Они акцентируют внимание на использовании символов в конкретных социально-исторических ситуациях, а не на их значении и отношениях между собой. Александер в качестве основных ресурсов для осмысления перформанса использует концепцию ритуала Э. Дюркгейма, исследования символического действия К. Гирца, аналитику представления себя другим И. Гофмана и некоторые другие источники.

## Особенности
Дж. Александер определяет социальный перформанс как концепцию среднего уровня, что позволяет использовать общие положения культурсоциологии при эмпирическом анализе социальных явлений. Социальные действия в современном мире он рассматривает как перформанс, находящийся между стратегическим действием и ритуалом. Перформанс служит для реализации стратегических целей актора, однако акторам для этого необходимо убедить зрителей в своей правоте. Социальные перформансы, как и театральные выступления, могут иметь более глубокое содержание потому, что они облечены в привычную и более общую форму. Перформансы выбирают, модифицируют и отражают не лежащие на поверхности проблемы. Однако социальные перформансы не могут ограничиваться фоновыми событиями. Перформанс начинается с того, что у актора появляется определенная цель, а потом складывается и сценарий перформанса. От театрального выступления социальный перформанс отличается своим открытым, не предопределенным финалом и большой ролью случайностей. Нельзя заранее сказать, каким будет исход начавшейся драмы, пусть и тщательно срежиссированной.

## Элементы перформанса
Дж. Александр выделяет 6 элементов, составляющих социальный перформанс:
1. Многослойная система коллективных представлений. Включает фоновые символы и сценарии первого плана. Фоновые символы — это определенные культурные коды, заставляющие аудиторию воспринимать перформанс тем или иным образом. Сценарии первого плана — это те символические действия, которые необходимо предпринять для достижения успеха перформанса[4].
2. Акторы. Люди или группы людей, непосредственно исполняющие социальный перформанс. Актор должен стереть грань между реальностью и действием на сцене (театральной или социокультурной), заставить зрителя воспринять эмоции персонажа как свои.
3. Аудитория. Аудитория может быть как непосредственной (зрители в зале), так и опосредованной (телезрители). Именно аудитория оценивает правдивость или фальшивость перформанса. Аудитория декодирует закодированные актором символические тексты, и от того, сможет ли она интерпретировать их необходимым актеру образом, зависит успех или неудача перформанса.
4. Средства символического производства. Материальные объекты, которые выступают в качестве символов и помогающие создать необходимую символическую атмосферу. В театральном представлении эту функцию выполняет реквизит.
5. Мизансцены. Непосредственно действие в социальном перформансе, упорядоченное во времени и пространстве.
6. Социальная власть. Под этим понятием автор понимает цензуру, которую власть накладывает на тот или иной перформанс или его часть.

Элементы перформанса формируют структуру для понимания различных смыслов перформативного действия. При определении успешного или провального перформанса Дж. Александер использует понятие «слияния» его элементов. Только при целостности всех элементов социальный перформанс можно считать успешным. Если даже один из элементов отслаивается, перформанс может «провалиться». В настоящее время всё сложнее добиться целостности всех элементов ввиду более сложной структуры общества, свободы мысли, так как многие понимают перформанс по-своему. Но именно социальные перформансы (политические, религиозные, в сфере искусства) связывают современное общество воедино.

## Сфера применения
Автор использует концепцию социального перформанса для анализа как актуальных событий, так и некоторых исторических фактов, происходящих в культурной и политической среде. К примеру, в монографии «Социальный перформанс: символическое действие, культурная прагматика и ритуал» Александер  рассматривает события 11 сентября 2001 года в Нью-Йорке и ответную реакцию на них с точки зрения культурсоциологии. Он предлагает определить терроризм не как специфическое политическое действие, а как чрезвычайно чудовищное символическое действие в сложном перформативном пространстве, как определенный вид политического перформанса. Автор анализирует предпосылки событий 11 сентября, он подчеркивает разницу мировоззрений у последователей ислама и христианства, что иногда приводит к прямо противоположному пониманию одних и тех же социальных перформансов и провоцирует возникновение «ответных перформансов»
Александер называет Усаму бен Ладена еще одним историческим актором очередного «ответного перформанса» против Запада. Так же, как и в театре у бен Ладена имелись задумка, акторы, сценарий, сцена и зрители. Его нововведение заключалось в превращении терроризма в массовую резню на международной сцене. Бен Ладен представлял себя главным героем масштабного и телевизионного джихада. По сценарию бен Ладена, его герои борются за свою святую честь против американцев, у которых деньги вместо сердец и руки по локоть в крови. Героизмом для одной аудитории стал терроризмом для другой. События 11 сентября нанесли значительный физический урон, посеяли хаос в стране, вселили страх в сердца американцев, но бен Ладену не удалось достичь основной цели по Александеру, —дестабилизации американского политического режима и общества. Американское общество еще больше сплотилось, чувство солидарности распространилось по всей стране и вылилось в воплощение широкомасштабного «ответного перформанса» (борьба с терроризмом), который продолжается и по сей день.. С точки зрения культурсоциологии, социальный перформанс Усамы бен Ладена «провалился», так как его аудитория по-иному интерпретировала совершенное им символическое действие, тем самым помешав актору достигнуть цели своего перформанса. 

## Критика
Теорию Дж. Александра активно критикует Питер Сноу, профессор австралийского университета. Он считает, что теория основана на театральной драматургии актеров, персонажей и сценариев, что сильно ограничивает модель социального перформанса. Сноу отмечает, что креативность и воображение являются обязательными составляющими любого культурного перформанса. Он считает, что система элементов перформанса, которую вводит Александер, позволяет ему связать уровень культурных структур с уровнем культурных практик. Перформанс же является событием, в рамках которого культурные смыслы обнажаются и воплощаются в виде определенных элементов.
Согласно теории Сноу перформансы обладают творческим измерением, т. е. создают искусственные реальности за счет ресурса воображения, которым обладают участники. Иными словами, социокультурные события становятся перформансами в том случае, если они за счет ресурсов воображения и творчества создают горизонт альтернативных возможностей для изменения той или иной ситуации.

### На русском языке
- Александер Дж. Смыслы социальной жизни: культурсоциология. — М.: Издательство «Праксис», 2013. — 630 c.

- Резаев А. В., Трегубова Н. Д. Социология общения в поле социальных наук // Социологическое обозрение. 2017. Т. 16. № 2. — С. 133—162.

- Куракин, Д. Ю. «Сильная программа» в культурсоциологии: историко социологические, теоретические и методологические комментарии / Д. Ю. Куракин // Социологическое обозрение. — 2010. — Т. 9. — № 2. — C. 155—1781. Куракин, Д. Ю. «Сильная программа» в культурсоциологии: историко социологические, теоретические и методологические комментарии / Д. Ю. Куракин // Социологическое обозрение. — 2010. — Т. 9. — № 2. — C. 155—178.
- Гофман, И. Представление себя другим в повседневной жизни./ И. Гофман. — М.: Канон-Пресс-Ц / Кучково Поле, 2000. — 304 c.
- Сноу П. Перформанс общества // Социологическое обозрение. 2011. Т. 10. № 1—2. — С. 75—78.
- Александер Д., Смит Ф. Сильная программа в культурсоциологии: элементы структурной герменевтики // Социологическое обозрение. 2010. — Т. 9. — № 2. — С. 11-30.

### На английском языке
- Alexander J. C., Giesen B., Mast J. L. (Eds.). (2006). Social performance: symbolic action, cultural pragmatics, and ritual. Cambridge: Cambridge University Press, 2006.
- Alexander J.C. The Meanings of Social Life: A Cultural Sociology. New York: Ox- ford University Press, 2003
- Alexander J.C. Action and Its Environments: Towards a New Synthesis. New York: Columbia University Press, 1988.